# Baptiste Aloé
Baptiste Aloé (La Ciotat, 29 juni 1994) is een Frans voetballer die bij voorkeur als centrale verdediger speelt. Hij ligt sinds oktober 2020 onder contract bij FC Arouca. Hij stroomde in 2012 door vanuit de jeugd van Olympique Marseille.

## Clubcarrière
Aloé begon met voetballen bij het lokale E.S. de La Ciotat. In 2003 werd hij opgenomen in de jeugdopleiding van Olympique Marseille, waar hij op 4 oktober 2012 debuteerde in het eerste elftal. Die dag speelde hij een volledige wedstrijd in de UEFA Europa League tegen AEL Limassol. Marseille won met 5–1. Aloë maakte op 2 november 2014 voor het eerst zijn opwachting voor Marseille in de Ligue 1, in een thuiswedstrijd tegen RC Lens. Hierin mocht hij na 68 minuten invallen voor Dimitri Payet.
Marseille verhuurde Aloé in augustus 2015 voor een jaar aan Valenciennes, op dat moment actief in de Ligue 2. Na zijn uitleenbeurt keerde Aloé even terug naar Marseille, maar eind augustus 2016 leende de club hem voor een tweede seizoen op rij uit aan Valenciennes. In juli 2017 verloste Marseille hem van zijn nog een jaar lopende contract om op definitieve basis te tekenen bij Les Athéniens.
Tijdens de voorbereiding op het seizoen 2019/20 raakte Aloé geblesseerd aan de adductoren. De verdediger kreeg bijgevolg geen kans om zich te bewijzen bij de nieuwe trainer Olivier Guégan. Nadat hij tijdens de eerste helft van het seizoen 2019/20 geen enkele speelkans kreeg, trok hij tijdens de winter van 2020 naar Beerschot VA.

## Clubstatistieken
| Seizoen         | Club                | Land               | Competitie      | Competitie | Competitie | Beker | Beker | Supercup | Supercup | Europees | Europees | Totaal | Totaal |
| Seizoen         | Club                | Land               | Competitie      | Wed.       | Dlp.       | Wed.  | Dlp.  | Wed.     | Dlp.     | Wed.     | Dlp.     | Wed.   | Dlp.   |
| --------------- | ------------------- | ------------------ | --------------- | ---------- | ---------- | ----- | ----- | -------- | -------- | -------- | -------- | ------ | ------ |
| 2012/13         | Olympique Marseille | Vlag van Frankrijk | Ligue 1         | 0          | 0          | 0     | 0     | —        | —        | 1        | 0        | 1      | 0      |
| 2013/14         | Olympique Marseille | Vlag van Frankrijk | Ligue 1         | 0          | 0          | 0     | 0     | —        | —        | 0        | 0        | 0      | 0      |
| 2014/15         | Olympique Marseille | Vlag van Frankrijk | Ligue 1         | 14         | 1          | 0     | 0     | —        | —        | —        | —        | 14     | 1      |
| 2015/16         | → Valenciennes FC   | Vlag van Frankrijk | Ligue 2         | 25         | 0          | 1     | 0     | —        | —        | —        | —        | 26     | 0      |
| 2016/17         | → Valenciennes FC   | Vlag van Frankrijk | Ligue 2         | 21         | 0          | 0     | 0     | —        | —        | —        | —        | 21     | 0      |
| 2017/18         | Valenciennes FC     | Vlag van Frankrijk | Ligue 2         | 29         | 1          | 3     | 0     | —        | —        | —        | —        | 32     | 1      |
| 2018/19         | Valenciennes FC     | Vlag van Frankrijk | Ligue 2         | 23         | 0          | 0     | 0     | —        | —        | —        | —        | 23     | 0      |
| 2019/20         | Valenciennes FC     | Vlag van Frankrijk | Ligue 2         | 0          | 0          | 0     | 0     | —        | —        | —        | —        | 0      | 0      |
| 2019/20         | Beerschot VA        | Vlag van België    | Eerste klasse B | 4          | 0          | 0     | 0     | —        | —        | —        | —        | 4      | 0      |
| 2020/21         | FC Arouca           | Vlag van Portugal  | Segunda Liga    | 1          | 0          | 0     | 0     | —        | —        | —        | —        | 1      | 0      |
| Carrière totaal | Carrière totaal     | Carrière totaal    | Carrière totaal | 116        | 2          | 4     | 0     | 0        | 0        | 1        | 0        | 121    | 2      |

Bijgewerkt op 1 november 2020.